# Laodike (Tochter des Antiochos III.)
Laodike (altgriechisch Λαοδίκη Laodíkē) war eine Tochter des Seleukidenkönigs Antiochos III. und dessen Gattin Laodike.
Ihr Vater verheiratete sie 196 v. Chr. mit ihrem Bruder und Thronfolger Antiochos. 193 v. Chr. wurde sie zur „Erzpriesterin“ ihrer Mutter im seleukidischen Kult ernannt. Ihrer Tochter Nysa, die 172/171 v. Chr. den Pharnakes I. von Pontos ehelichte, errichteten die Athener eine Ehreninschrift.
Vielleicht dieselbe Laodike heiratete nach dem frühen Tod ihres Brudergemahls (193 v. Chr.) ihren zweiten Bruder Seleukos IV. Aus dieser Ehe ging ein Sohn Antiochos hervor, der nach der Tötung seines Vaters 175 v. Chr. kurz König und dann Mitregent seines Onkels Antiochos IV. war, bis dieser ihn 170 v. Chr. ermorden ließ.
Nun wurde vielleicht wieder dieselbe Laodike Gattin ihres dritten Bruders und nunmehrigen Alleinherrschers Antiochos IV., dem sie den Antiochos V. gebar. Einige Münzen (aus dem Jahr 175 v. Chr.) zeigen das Porträt der Laodike und ihres Sohns von Seleukos IV.; damit ist sie die erste bekannte Seleukidenkönigin, die bildlich auf Münzen dargestellt wurde. Es gibt aber keinen ausreichenden Beweis, dass die Gattinnen des Thronfolgers Antiochos, des Seleukos IV. und des Antiochos IV. ein und dieselbe Person waren.

## Weblink
- Jona Lendering: Laodice IV. In: Livius.org (englisch)